# Nemesis (Fernsehserie)
Nemesis ist eine niederländische Thrillerserie, basierend auf dem gleichnamigen Roman von Simon de Waal. In den Niederlanden fand die Premiere der Serie am 16. Oktober 2024 als Original durch Disney+ via Star statt. Im deutschsprachigen Raum erfolgte die Erstveröffentlichung der Serie am selben Tag durch Disney+ via Star.

## Handlung
In der Thrillerserie Nemesis ermitteln die Den Haager Staatsanwältin Sylvia van Maele und Lars van Deurnen von der FIOD in komplexen und undurchsichtigen Fällen von Finanzkriminalität, Korruption und Steuerhinterziehung, die sich bis in die obersten Reihen der niederländischen Geschäftswelt erstrecken. Während ihrer Ermittlungen werden die beiden mit elitären Strippenziehern konfrontiert, die ihre Macht und ihren Reichtum um jeden Preis schützen und ausbauen wollen und dafür vor nichts zurückschrecken, auch nicht vor Auftragsmorden. Als die Lage für Sylvia immer prekärer wird und ihr privates und berufliches Leben immer mehr ins Fadenkreuz der Strippenzieher gerät, muss sie einen Weg finden, ihnen das Handwerk zu legen, bevor sie selbst zu Schaden kommt.

## Besetzung und Synchronisation
Die deutschsprachige Synchronisation entstand nach den Dialogbüchern von Stefan Wellner sowie unter der Dialogregie von Sebastian Schulz durch die Synchronfirma Lavendelfilm in Potsdam.
| Rolle                 | Schauspieler         | Synchronsprecher                                    |
| --------------------- | -------------------- | --------------------------------------------------- |
| Sylvia van Maele      | Lies Visschedijk     | Gundi Eberhard                                      |
| Lars van Deurnen      | Romana Vrede         | Marion Musiol                                       |
| Ed Koppers            | Peter Blok           | Bernd Vollbrecht                                    |
| Martin Heezink        | Chris Peters         | Konrad Bösherz                                      |
| Anne-Marijke Heezink  | Marie-Louise Stheins | Agnes Hilpert (1. Stimme) Daniela Thuar (2. Stimme) |
| Nina Jacobs           | Jade Olieberg        | Daniela Molina                                      |
| Julius „Juul“ Koppers | Florian Regtien      | David Kunze                                         |
| Daniël de Leeuw       | Cèlion Kerk          | Florian Clyde                                       |
| Ellen van Raat        | Soumaya Ahouaoui     | Jill Böttcher                                       |
| Kim Loevenaar         | Emma Buysse          | Maria Koschny                                       |
| Faber Metekohij       | Mustafa Duygulu      | Florian Hoffmann                                    |
| Marcus Frederiks      | Bram Suijker         | Sebastian Schulz                                    |
| Sabine de Wolff       | Mara van Vlijmen     | Claudia Kleiber                                     |
| Oscar Vlijmen         | Bart Klever          | Tim Moeseritz                                       |
| Leonie Stienen        | Iris van Geffen      | Isabelle Schmidt                                    |
| Jurjen Beekman        | Jurjen van Loon      | Dennis Sandmann                                     |
| Frans van Maele       | Joop Keesmaat        | Kaspar Eichel                                       |
| Anneloes de Jong      | Gonca Karasu         | Uschi Hugo                                          |
| Suze Meijerhof        | Saskia Rinsma        | Nina Herting                                        |
| Patrick Harris        | Aus Greidanus Jr.    | Tobias Müller                                       |
| Yvonne                | Liz Snoijink         | Liane Rudolph                                       |
| Jet                   | Ellis van den Brink  | Eva-Maria Werth                                     |
| Rutger                | Mingus Dagelet       | Vincent Borko                                       |
| Livia                 | Yela de Koning       | Ilona Brokowski (1. Stimme) Sonja Spuhl (2. Stimme) |
| Joep                  | Ruurt de Maesschalck | Stefan Bräuler                                      |
| Fay                   | Genelva Krind        | Esra Vural                                          |
| Jesse                 | Eliyha Altena        | Nicolas Rathod                                      |
| Peter                 | Ben Abelsma          | Viktor Neumann                                      |
| Nora                  | Farida van den Stoom | Isabelle Schmidt                                    |
| Stephan               | Christian Cadenbach  | Oliver Betke                                        |
| Rebecca               | Denise Aznam         | Uschi Hugo                                          |
| Benjamin              | Fahd Larhzaoui       | Alex Friedland                                      |
| Kommissar Lens        | Bram Coopmans        | Dennis Sandmann                                     |
| Kommissar Fransen     | Steef Cuijpers       | Boris Freytag                                       |
| Kommissar Michielsen  | Vincent Linthorst    | Sven Gerhardt                                       |
| Psychologin           | Barbara Pouwels      | Nina Herting                                        |

## Episodenliste
| Nr. | Deutscher Titel   | Originaltitel    | Erstveröffentlichung (Niederlande) | Deutschsprachige Erstveröffentlichung (D/A/CH) | Regie           | Drehbuch                                       |
| --- | ----------------- | ---------------- | ---------------------------------- | ---------------------------------------------- | --------------- | ---------------------------------------------- |
| 1   | Wo ist mein Geld? | Where's My Money | 16. Okt. 2024                      | 16. Okt. 2024                                  | Willem Bosch    | Amira Duynhouwer, Saar Ponsioen & Ashar Medina |
| 2   | Hausregeln        | House Rules      | 16. Okt. 2024                      | 16. Okt. 2024                                  | Willem Bosch    | Amira Duynhouwer, Saar Ponsioen & Ashar Medina |
| 3   | Martin            | Citizen Martin   | 16. Okt. 2024                      | 16. Okt. 2024                                  | Willem Bosch    | Amira Duynhouwer, Saar Ponsioen & Ashar Medina |
| 4   | Null-Summe        | Zero-Sum⁠⁠         | 16. Okt. 2024                      | 16. Okt. 2024⁠⁠                                  | Willem Bosch    | Amira Duynhouwer, Saar Ponsioen & Ashar Medina |
| 5   | Crimefighters     | Crimefighters    | 16. Okt. 2024                      | 16. Okt. 2024                                  | Willem Bosch    | Amira Duynhouwer, Saar Ponsioen & Ashar Medina |
| 6   | Aufdeckung        | Je Maintiendrai⁠⁠  | 16. Okt. 2024                      | 16. Okt. 2024                                  | Aniëlle Webster | Amira Duynhouwer, Saar Ponsioen & Ashar Medina |
| 7   | Maginot           | Maginot          | 16. Okt. 2024                      | 16. Okt. 2024                                  | Aniëlle Webster | Amira Duynhouwer, Saar Ponsioen & Ashar Medina |
| 8   | Active Memory     | Active Memory    | 16. Okt. 2024                      | 16. Okt. 2024                                  | Aniëlle Webster | Amira Duynhouwer, Saar Ponsioen & Ashar Medina |